# Talapa birthana
Talapa birthana là một loài bướm đêm trong họ Noctuidae.